# María Azambuya
María Azambuya (5 tháng 10 năm 1944 – 26 tháng 2 năm 2011) là một nữ diễn viên và đạo diễn sân khấu người Uruguay.

## Tiểu sử
Azambuya đã tốt nghiệp Trường kịch nghệ Sân khấu Thành phố của Uruguay. Năm 1973, cô đã gia nhập nhóm kịch El Galpón, với nhóm kịch này cô tham gia sản xuất hơn 50 tác phẩm sân khấu với tư cách là một nữ diễn viên hoặc là một đạo diễn. Cô vẫn là một thành viên của nhóm El Galpón cho đến khi cô chết năm 2011, ngay cả khi nhóm kịch này bị lưu đày đến México do chế độ độc tài quân sự – dân sự của Uruguay thời điểm đó thực hiện. Từ năm 1992 đến 2010, Azampuya là giáo sư nghệ thuật sân khấu tại Trường Nghệ thuật Sân khấu Thành phố.
Azambuya đã trình diễn trong các tác phẩm kịch nghệ nổi tiếng như Kẻ ghét đời (1973) của  Molière, Plutus (1974) của Aristophanes, Doña Ramona (1974) của Víctor Manuel Leites, Vocales de amor y lucha (một bộ sưu tập các tác phẩm ở Mexico, 1980), Milton Schinca  và Rubén Yáñez 's Artigas general del pueblo (1981), El Mag de la Torcaza của Carlos Maggi, Rasga corazón của Oduvaldo Vianna Filho (1988), Sanch Ay Carmela của Jose Sanchis ! (1990), Người tốt Tứ Xuyên của Bertolt Brecht, El prisionero de la Segunda Avenida của Neil Simon, và Bohemian Lights của Ramón del Valle-Inclán, và các tác phẩm nổi bật khác.